# HD 131342
HD 131342，又名CP-59 5753，SAO 242111、HR 5546，是一颗恒星，视星等为5.2，位于銀經317.82，銀緯-0.88，其B1900.0坐标为赤經14h 47m 51.7s，赤緯-59° -0.88′ 12″。